# Bataille d'Armentières
Première Guerre mondiale
Batailles
Front d'Europe de l’Ouest
- Liège (8-1914)
- Namur (8-1914)
- Frontières (8-1914)
- Anvers (9-1914)
- Grande Retraite (9-1914)
- Marne (9-1914)
- Course à la mer (9-1914)
- Yser (10-1914)
- Messines (10-1914)
- Ypres (10-1914)
- Givenchy (12-1914)
- 1re Champagne (12-1914)
- Hartmannswillerkopf (1-1915)
- Neuve-Chapelle (3-1915)
- 2e Ypres (4-1915)
- Colline 60 (4-1915)
- Artois (5-1915)
- Festubert (5-1915)
- Quennevières (6-1915)
- Linge (7-1915)
- 2e Artois (9-1915)
- 2e Champagne (9-1915)
- Loos (9-1915)
- Verdun (2-1916)
- Redoute Hohenzollern (3-1916)
- Hulluch (4-1916)
- 1re Somme (7-1916)
- Fromelles (7-1916)
- Arras (4-1917)
- Vimy (4-1917)
- Chemin des Dames (4-1917)
- 3e Champagne (4-1917)
- 2e Messines (6-1917)
- Passchendaele (7-1917)
- Cote 70 (8-1917)
- 2e Verdun (8-1917)
- Malmaison (10-1917)
- Cambrai (11-1917)
- Bombardements de Paris (1-1918)
- Offensive du Printemps (3-1918)
- Lys (4-1918)
- Aisne (5-1918)
- Bois Belleau (6-1918)
- 2e Marne (7-1918)
- 4e Champagne (7-1918)
- Château-Thierry (7-1918)
- Le Hamel (7-1918)
- Amiens (8-1918)
- Cent-Jours (8-1918)
- 2e Somme (9-1918)
- Bataille de la ligne Hindenburg
- Meuse-Argonne (10-1918)
- Cambrai (10-1918)

Front italien
Front d'Europe de l’Est
Front des Balkans
Front du Moyen-Orient
Front africain
Bataille de l'Atlantique
La bataille d'Armentières se déroule du 13 octobre au 2 novembre 1914 durant la Première Guerre mondiale entre les forces de l'Entente (Corps expéditionnaire britannique) et l'Armée impériale allemande. Il s'agit d'un épisode de la course à la mer.

## Ordre de bataille
Royaume-Uni (Corps expéditionnaire britannique) :
- 4e et 6e division du 2e Corps britannique (sous les ordres d'Horace Smith-Dorrien) ;
- 1st Dorsetshire regiment et 3rd Worcestershire regiment.

 Empire allemand (Deutsches Heer) :
- 6e armée allemande, sous les ordres du prince héritier de Bavière, Rupprecht[1].

## Déroulement de la bataille

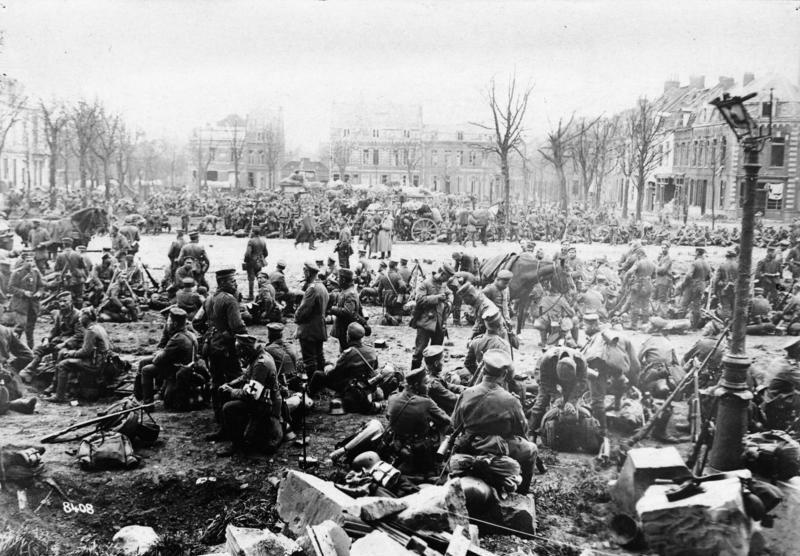
Soldats allemands occupant la Grand-Place d’Armentières, 1914.

Les Allemands lancent une offensive sur Armentières le 13 octobre. Les Britanniques du général Horace Smith-Dorrien parviennent à tenir la ville en repoussant les assauts allemands. Ces derniers tentent alors de contourner les lignes britanniques en les prenant à revers à La Bassée au sud et à Messines au nord. Après la bataille, le conflit s'enlise dans une guerre de tranchées.

## Conséquences

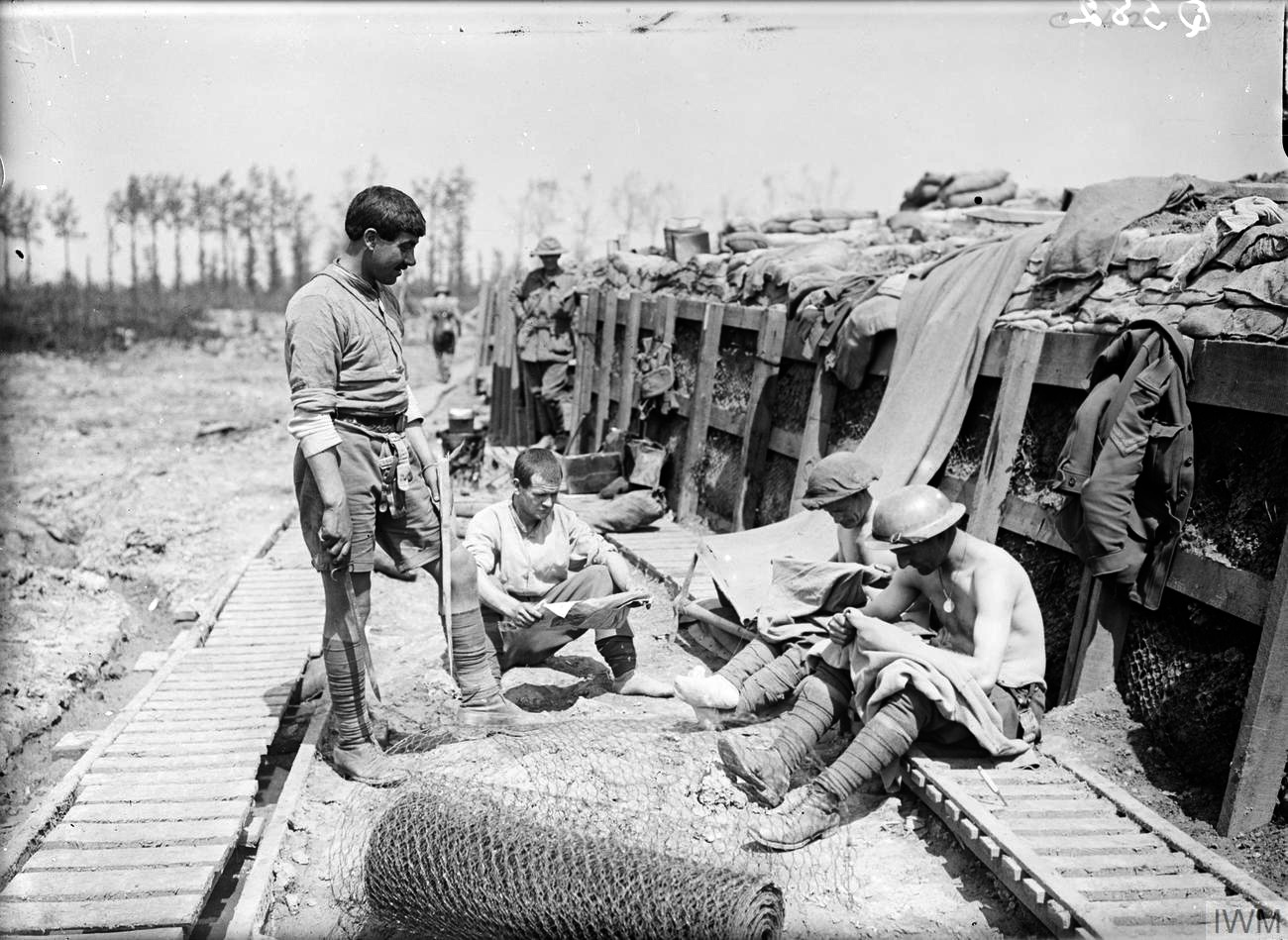
Soldats australiens à Armentières, juin 1916.

Armentières sera détruite à 90 % à la suite des combats de la Première Guerre mondiale. La ville a ainsi été décorée de la croix de guerre. Armentières et ses alentours abritent plusieurs cimetières militaires, lieux de mémoire relatifs aux combats qui se sont déroulés durant le conflit mondial.